# Districte de Panchmahal
El districte de Panch Mahals o districte de Panch Mahal o districte de Panchmahals o Panchmahal (o "Cinc Subdivisions", oficialment districte de Panchmahal) és una divisió administrativa del Gujarat amb una superfície de * i una població (cens del 2001) de 2.025.277 habitants. El nom deriva de les cinc talukes de Godhra, Dahod, Halol, Kalol i Jhalod que foren cedides pels Sindhia als britànics el 1861 i que van formar el districte.

## Administració
El districte està dividit en 11 talukes:
- Godhra
- Halol
- Kalol
- Lunawada
- Santrampur
- Kadana
- Jambughoda
- Shehra
- Morva-Hadaf
- Khanpur
- Goghamba

## Història
La ciutat de Champaner, avui en ruïnes, fou el centre de la regió. Fundada al final del segle viii fou fortalesa dels reis Anhilvada i de la dinastia Tuar. Als tuars van succeir els chauhans que van conservar la ciutat i regió fins a l'atac musulmà del 1484 sota Mahmud Boghra (Sayf al-Din Mahmud Shah I Begra o Baykara 1458-1511). Des de llavors fins al 1536 Champaner fou capital política del Gujarat. El 1535 fou saquejada per Humayun i el 1536 la capital i la cort foren traslladades a Ahmedabad. Gujarat va passar a domini mogol i Godhra va esdevenir cap d'un districte o sarkar vers 1580.
Al segle XVIII els marathes sota Sindhia van assolar la regió i la van dominar vers 1727. Més d'un segle després Sindhia va transferir l'administració de cinc talukes als britànics el 1853 i el 1861 es va cedir també la sobirania a canvi d'altres territoris a la regió de Jhansi. El 1861 es va formar el districte que ja funcionava de fet, sota la direcció de l'agent polític de Rewa Kantha. El 1864 els ingressos van quedar sota control del col·lector de Kaira però el 1877 els Panch Mahals van formar un col·lectorat separat completament, si bé el col·lector era l'agent de Rewa Kantha. Sota domini britànic hi va haver una pau absoluta només alterada el 1858 per una incursió dels rebels sota Tantia Topi i el 1868 per una revolta dels naikdes que suposadament eren la població d'ascendència musulmana de Champaner, però foren dispersats pel capità MacLeod in un destacament de cavalleria de Poona, i el cap rebel Joria fou penjat.
La superfície del districte era de 4.160 km² i estava dividit en dues parts per l'estat de Bariya de l'agència de Rewa Kantha. L'únic riu a destacar era el Mahi; el Anas i el Panam normalment corrien secs fora del temps de pluges. El llac principal era el Orwada.
El districte tenia 4 ciutats i 689 pobles. La població era:
- 1872: 240.743
- 1881: 255.479
- 1891: 313.417
- 1901: 261.020

Les principals ciutats eren Godhra, la capital, Dohad i Jhalod. Les municipalitats eren Godhra i Dohad. Estava dividit en tres talukes i dos petha:
- Dohad
- Jhalod (petha)
- Godhra
- Kalol
- Halol (petha)

El 80% de la població era hindú i el 5% musulmana. El gujarati era la llengua del 97%. Les castes principals eren els kolis i patèlies, i les tribus els bhils i naikdes.

## Arqueologia
- Turó de Pavagarh amb les ruïnes del palau Sat Mahal
- Machi Haveli o Palau de la Terrassa
- Makai Kothar
- Navlakh Kothar
- Jama Masjid de Champaner
- Patrimoni de la Humanitat de Champaner